# Dead Talents Society
Dead Talents Society (鬼才之道) és una pel·lícula de comèdia de terror taiwanesa del 2024 dirigida i coescrita per John Hsu, protagonitzada per Chen Bolin, Sandrine Pinna, Gingle Wang, Eleven Yao, Bai Bai, i Soso Tseng. Ambientada en un inframón fictici on els fantasmes poden romandre en el regne mortal competint per perseguir humans, la pel·lícula segueix un fantasma novell (Wang) mentre s'embarca en un viatge per trobar la seva pròpia singularitat sota la tutela d'un agent apassionat (Chen) i una diva (Pinna).
La pel·lícula es va estrenar al 26è Festival de Cinema de Taipei el 28 de juny de 2024 i es va estrenar a les sales el 7 d'agost a Taiwan.

## Argument
Catherine, una coneguda diva de l'inframón coneguda per assetjar un hotel, és traïda per la seva protegida, Jessica, que la supera als Golden Ghost Awards amb una sèrie de vídeos de jump scare a Internet, la qual cosa condueix a una disminució de la popularitat de Catherine.
Quatre anys més tard, el personatge d'un fantasma novell sense nom descobreix que el seu cos s'està eviscerant, ja que el seu certificat de concurs de piano, el testimoni que més té el valor de la seva existència, ha estat descartada accidentalment per la seva germana mentre s'allunyava de la casa. En adonar-se que la pèrdua de la fitxa la faria morir en 30 dies, Rookie demana l'ajuda de la seva amiga fantasma Camilla i s'uneix al concurs d'inscripció de la Dead Talents Society, on els fantasmes poden rebre un passi de treball per romandre al món dels vius si ho signa una agència inquietant. Tot i que l'actuació d'en Rookie és horrible, commou a Makoto, l'agent de Catherine, que després la convida a ser la seva nova protegida. Abans que Rookie i Camilla es puguin familiaritzar amb la Catherine i el tècnic de l'agència, en Kouji, arriba un nou hoste a l'hotel. La novella i la Camilla no aconsegueixen espantar el convidat, per insatisfacció de Catherine, la qual cosa la va portar a intervenir i perseguir el convidat ella mateixa. Enfurismada, Catherine demana que Makoto acomiadi els dos nouvinguts. Tanmateix, Makoto l'informa sobre la manca d'ús dels seus antics trucs i la disminució del seu KPI, i la convenç que l'aparent inutilitat de Rookie podria evitar que la Catherine tornés a ser traïda. Després de 20 dies d'entrenament, Rookie mostra poca millora, però durant l'estada d'una parella jove, salta sense voler de l'edifici, és apunyalat pel rètol de l'hotel i provoca un curtcircuit, que la parella captura en vídeo i es torna viral a Internet.
Al món real, un influecer de les xarxes socials caça-fantasmes, Non-Believer, anuncia plans per produir un blog mirant els vídeos d'scare de Jessica a l'hotel encantat de Rookie, per veure què passaria quan les dues llegendes urbanes s'activaran simultàniament. Això crida molt l'atenció de l'inframón; fins i tot el Fantasma en Cap de la Societat expressa interès en com podrien reaccionar ambdues dives. Jessica, ara una estrella internacional després d'haver perseguit fins a la mort una influencer estatunidenca, accepta tornar a Taiwan i fer un programa d'embruixament crossover amb Rookie, intentant destruir la protegida de Catherine. Ella humilia públicament Rookie en un programa de tertúlies, i quan Catherine culpa a Rookie de no defensar-se, un Rookie d'ego fràgil abandona l'agència amb ràbia. Makoto troba Rookie a la seva antiga casa, on revela que el certificat de la competició de piano l'ha falsificat el seu pare per animar-la, tot i que és un infeliç que va fracassar en nombrosos objectius. Després de ser expulsada de la universitat, l'únic objectiu que quedava a la seva llista era ser una bona filla, però finalment no ho aconsegueix perquè mor aixafada mentre intentava obtenir el certificat en un terratrèmol. Coneixent la seva història, Makoto anima a la novata a ser ella mateixa en comptes d'estar a l'altura del que els altres esperen.
Mentrestant, comença l'espectacle creuat entre Catherine i Jessica, amb les dues sabotejant-se les actuacions mútuament, sense aconseguir espantar els influencers caça-fantasmes. Enfurismada, Jessica agredeix a Catherine, causant danys col·laterals que destrueixen la càmera dels influencers, el que significa que ningú del món real no veuria l'espectacle, i el Fantasma en Cap marxa prematurament abans que acabi l'espectacle amb insatisfacció. Tocada per les accions de Catherine, Rookie apareix a l'últim segon i fa un altre salt, que aconsegueix espantar els influencers, i ella els persegueix al costat de Catherine, Makoto, Camilla i Kouji.
Tot i que el grup de Rookie i Catherine perd als premis Golden Ghost, el seu ensurt als influencers es tradueix en un accident de cotxe i la posterior gran cerimònia d'exorciment crida l'atenció del públic, la qual cosa satisfà el Fantasma en Cap que finalment concedeix renovacions dels passis de treball de Catherine, Rookie i Jessica. Al final, Rookie visita el nadó de la seva germana i li diu que no cal tenir talent, sinó simplement ser ella mateixa.

## Repartiment
- Chen Bolin com a Makoto, un antic ídol del pop convertit en l'inframón agent inquietant de Catherine[3][4]
- Sandrine Pinna com a Catherine, una diva de l'inframón destruïda[3]
- Gingle Wang com a The Rookie / Cho Hsiao-lei,[a] una dona jove recentment morta que intenta convertir-se en una diva de l'inframón[3]
- Eleven Yao com a Jessica, una reconeguda diva de l'inframón i la protegida convertida en rival de Catherine[3]
- Bai Bai com a Camilla, la millor amiga de Rookie que més tard es convertirà en membre de l'agència embruixadora de Makoto[3]
- Soso Tseng com a Kouji, el suport tècnic de l'agència inquietant de Makoto[5]

També apareixen a la pel·lícula Da-her Lin com a Non-Believer, una influencer de les xarxes socials caça-fantasmes; Lung Lung i Daniel Chen com a Lola i Ken, els companys de No-Believer; Huang Di-yang as the Chairghost of the Dead Talents Society; i Na Wei-hsun com a pare de Rookie. Les aparicions de cameo inclouen la comentarista política Milla com a Connie, presentadora d'un programa de tertúlia de l'inframón, el còmic Hello Hor com a presentador de notícies de l'inframón.

## Producció

### Desenvolupament
Després de l'èxit comercial de la pel·lícula de terror del 2019 Detention, el director John Hsu va decidir adoptar un enfocament més lleuger i còmic per al seu nou projecte. Notant la creixent popularitat de les pel·lícules de temàtica fantasma a Taiwan, va col·laborar amb el guionista Vincent Tsai per desenvolupar una idea mai rodada abans el 2020 que més tard va evolucionar cap a Dead Talents Society. El febrer de 2021, el duet va invertir més d'un milió de dòlars NT per rodar un teaser de 6,5 minuts, que va generar un gran rebombori i debats en línia. Chen Bolin i Sandrine Pinna van aparèixer al teaser i van confirmar la seva participació en els papers principals, mentre que Milla del canal de notícies satíriques polítiques Eye Central Television havia de fer un cameo. Originalment programat per començar el rodatge a finals del 2021, el duet va passar dos anys perfeccionant el guió, passant per més de vint versions, que Hsu va atribuir a la popularitat inesperada del teaser. El 19 de gener de 2022, Sony Pictures International Productions (SPIP) i la productora taiwanesa Activator van anunciar la seva col·laboració per coproduir la pel·lícula. Aquesta va ser la primera producció taiwanesa d'SPIP en vint anys des de la pel·lícula de 2002 Double Vision, amb el finançament d'SPIP més de la meitat del pressupost de la pel·lícula. SPIP també va adquirir els drets de distribució i adaptació a tot el món. El desembre de 2022 es va anunciar que Gingle Wang, Bai Bai i Soso Tseng.

### Rodatge
La fotografia principal estava programada inicialment per començar el 2021, però es va retardar fins al desembre de 2022 a causa de les reescriptures i la pandèmia de COVID-19. Diversos membres de l'equip de rodatge que havien col·laborat prèviament amb John Hsu a Detention es van unir al projecte, incloent Patrick Chou com a director de fotografia, Lore Shih com a dissenyadora de vestuari i Wang Chih-cheng com a director d'art.  Al voltant del 50% de la pel·lícula es va rodar a Taoyuan, on Hsu va explicar que la decisió es va prendre perquè la tripulació buscava llocs amb mar i muntanya. El rodatge va comptar amb el suport del govern de la ciutat de Taoyuan, amb escenes de l'audició de Rookie, la cerimònia de lliurament dels premis Golden Ghost, la festa del Festival de Mitja Tardor i la primera trobada de Catherine i Makoto sota la pluja, totes filmades al municipi. L'hotel inframón de la pel·lícula es va rodar principalment a l'hotel Champagne a Jiaoxi, Yilan. L'equip de producció va passar un mes renovant el novè pis i construint un ascensor fals per recrear les vibracions dels anys 70 i 80. El rodatge d'ubicacions també es va dur a terme al parc Baiyun al Districte Xizhi, Nova ciutat de Taipei i al districte de Zhongsha (Keelung). El rodatge va concloure el gener de 2023.

### Postproducció
A causa d'un gran nombre de plans d'efectes visuals, la pel·lícula va passar un any addicional de postproducció després del rodatge. An official trailer was released on 1 April 2024, i es va revelar que Eleven Yao, Huang Di-yang, Lung Lung, Da-her Lin, i Daniel Chan formarien part del càsting. La pel·lícula es va presentar a la secció Golden Horse Goes to Cannes del 77è Festival Internacional de Cinema de Canes, un nou programa col·laborat pels Premis de Cinema Cavall d'Or i Marché du Film amb el suport del Ministerio de Cultura de Taiwan, el 16 de maig de 2024.

## Música
La banda sonora de Dead Talents Society va ser escrita per Luming Lu, Lin Hsiao-chin i Lin Sih-yu, amb Lu tornant de la seva col·laboració anterior amb Hsu a Detention. Lu també va compondre la cançó "The Adoring Look", interpretada per Chen Bolin, que va servir com a acudit recurrent a la pel·lícula i es va fer viral a Internet. El tema principal de la pel·lícula, "Dead Talents Society", va ser composta i interpretada per la cantautora taiwanesa-nord-americana Joanna Wang, que va escriure lletres tant en xinès com en anglès i va produir versions bilingües.

## Llançament
La pel·lícula es va estrenar al Festival de Cinema de Taipei el 28 de juny de 2024, i es va estrenar als cinemes el 7 d'agost a Taiwan. La pel·lícula també es va presentar a la secció Midnight Madness del Festival Internacional de Cinema de Toronto, marcant el seu debut nord-americà, eguides de les projeccions al 19è Fantastic Fest, 17è Festival de Cinema Fantàstic Europeu d'Estrasburg,  44è Festival Internacional de Cinema de Hawaii, Festival Internacional de Cinema de Varsòvia de 2024, i LVII Festival Internacional de Cinema Fantàstic de Catalunya. La pel·lícula es va estrenar al Regne Unit al 9è Festival de cinema d'Àsia Oriental de Londres el 25 d'octubre, i es projectarà a la secció Limelight del 54è Festival Internacional de Cinema de Rotterdam el 2025.

## Recepció

### Taquilla
Dead Talents Society va obrir a la part superior de la taquilla de Taipei, amb 3,5 milions de NTD el primer dia, i va acumular més de 15 milions de NTD en ingressos durant el seu cap de setmana d'obertura. La pel·lícula va acumular 30 milions de NTD a la taquilla en la seva segona setmana, i va arribar als 40 milions de NTD la tercera setmana. Va recaptar més de 57 milions de NTD a finals de setembre, i va pujar a 60 milions de NTD a mitjans d'octubre.

### Resposta crítica
James Marsh de South China Morning Post va donar a Dead Talents Society 4/5 estrelles i va descriure la pel·lícula com "allò més imaginativa, sovint hilarant i sense vergonya", amb exploracions perspicaces amb propòsits existencials. Tay Yek Keak de Today també va donar a la pel·lícula 4/5 estrelles, anomenant-la "un viatge infernal de diversió" i elogiant la seva agradable barreja d'humor i cor, juntament amb la seva intel·ligent representació de fantasmes relacionats i una història emotiva sobre l'amistat i l'autoestima en el més enllà. Joe Lipsett de Bloody Disgusting va valorar la pel·lícula amb 4,5/5 estrelles, descrivint-la com "un clàssic de la comèdia de terror instantània i una de les millors pel·lícules de gènere de l'any", i va elogiar les seves vibracions divertides, la barreja efectiva d'humor, la trama intel·ligentment escrita i els personatges adorables.
A la seva ressenya dIndieWire, Katie Rife va reconèixer els premis de la pel·lícula i l'aclamació de la crítica nacional, donant-li un B+ alhora que destacava la seva construcció del món únic, els seus personatges emocionalment realistes i l'humor "de clatellades", i va acreditar a John Hsu la seva "visió forta i la seva mà ferma" per equilibrar els elements de la pel·lícula i els temes dispars. "Les comèdies de terror tan encantadores no surten sovint". Zachary Lee de RogerEbert.com també va elogiar John Hsu com un director hàbil que combina una reverència pel gènere de terror amb un tema i una narració únics que reflecteixen les angoixes de la generació més jove, alhora que destaca l'actuació de Gingle Wang com el novell per la seva relació i profunditat que enriqueixen la pel·lícula. Whang Yee Ling de The Straits Times va atorgar a la pel·lícula 4/5 estrelles, lloant el seu enfocament deliciós i imaginatiu per explorar les pors existencials a través del personatge de Gingle Wang i titllant-lo com un "terror descargolant exuberant".
Yasmin Zulraez de The Sun es va centrar en els aspectes tècnics i va donar a la pel·lícula una puntuació de 8/10, destacant el seu disseny de producció visualment sorprenent que dóna vida a l'inframón amb colors rics i efectes especials, així com l'hàbil combinació d'instruments xinesos tradicionals amb sons moderns i una atmosfera emotiva de la pel·lícula. Anna Miller de Collider també va donar a la pel·lícula una puntuació de 8/10 i va felicitar el repartiment i l'equip per oferir un humor agut, diàlegs enginyosos i explorar temes d'autodescobriment, qualificant les actuacions d'"increïbles" i el conjunt estava "compromès amb un paper i un diàleg tan exigents físicament", alhora que reconeixia la cinematografia i la música que van complementar de manera impressionant la pel·lícula. Escrivint per a The News Lens, Berton Hsu també va elogiar les qualitats divertides, els dissenys visuals i l'enfocament narratiu experimental de la pel·lícula, alhora que va remarcar l'intent atrevit del director d'equilibrar els elements de terror i còmics per crear un món únic més enllà.
Charles Pulliam-Moore de The Verge va felicitar la construcció del món única i atractiva, malgrat els seus elements que recorden Tot sobre Eva (1950) i Monsters, Inc. (2001), que va retratar de manera efectiva una capritxosa vida més enllà a través del viatge del protagonista, The Rookie, destacant una visió fresca i entretinguda de l'existència fantasmal. Estella Huang de Mirror Media es va referir a la pel·lícula com una comèdia sobrenatural completa i ben elaborada, i va assenyalar també que, tot i que l'ambientació de la pel·lícula pot semblar-se a les pel·lícules de Pixar Monsters, Inc. i Coco (2017), el comentari perspicaç que reflecteix les lluites de la vida real va fer que els fenòmens socials i la construcció del món siguin diferents. Steven Tu, a la seva crítica de United Daily News, va qualificar la pel·lícula com una fita en la maduració del cinema de gènere taiwanès, exaltant la construcció del món única de la pel·lícula, els arcs de personatges commovedors i la forta execució tècnica com a creant un treball molt entretingut però emocionalment ressonant que exemplifica el veritable ofici del cinema de gènere d'èxit.

## Premis i nominacions
Amb 11 nominacions, Dead Talents Society és la pel·lícula més nominada als 61ns Premis de Cinema Cavall d'Or.
| Any  | Premi                                                        | Categoria                                  | Nominat                                  | Resultat             | Ref.   |
| ---- | ------------------------------------------------------------ | ------------------------------------------ | ---------------------------------------- | -------------------- | ------ |
| 2024 | 49è Festival Internacional de Cinema de Toronto              | People's Choice Award, Midnight Madness    | N/D                                      | Primer semifinalista | [ 60 ] |
| 2024 | 19na Fantastic Fest                                          | Premi del Públic                           | N/D                                      | Guanyador            | [ 61 ] |
| 2024 | 19na Fantastic Fest                                          | Millor director (terror)                   | John Hsu                                 | Guanyador            | [ 61 ] |
| 2024 | LVII Festival Internacional de Cinema Fantàstic de Catalunya | Premi del Públic Sitges Collection         | N/D                                      | Guanyador            | [ 62 ] |
| 2024 | LVII Festival Internacional de Cinema Fantàstic de Catalunya | Premi Focus Asia del Públic                | N/D                                      | Guanyador            | [ 62 ] |
| 2024 | 44è Festival Internacional de Cinema de Hawaii               | Premi NETPAC                               | N/D                                      | Nominat              | [ 63 ] |
| 2024 | 61ns Premis de Cinema Cavall d'Or                            | Millor pel·lícula                          | N/D                                      | Nominat              | [ 64 ] |
| 2024 | 61ns Premis de Cinema Cavall d'Or                            | Millor Director                            | John Hsu                                 | Nominat              | [ 64 ] |
| 2024 | 61ns Premis de Cinema Cavall d'Or                            | Millor actriu de repartiment               | Sandrine Pinna                           | Nominat              | [ 64 ] |
| 2024 | 61ns Premis de Cinema Cavall d'Or                            | Millor guió original                       | John Hsu, Vincent Tsai                   | Nominat              | [ 64 ] |
| 2024 | 61ns Premis de Cinema Cavall d'Or                            | Millors Efectes Visuals                    | Tomi Kuo, Dylan Chiou                    | Nominat              | [ 64 ] |
| 2024 | 61ns Premis de Cinema Cavall d'Or                            | Millor Direcció d'Art                      | Wang Chih-cheng, Liang Shuo-lin          | Guanyador            | [ 64 ] |
| 2024 | 61ns Premis de Cinema Cavall d'Or                            | Millor maquillatge i vestuari              | Lore Shih                                | Guanyador            | [ 64 ] |
| 2024 | 61ns Premis de Cinema Cavall d'Or                            | Millor Coreografia d'Acció                 | Teddy Ray Huang                          | Guanyador            | [ 64 ] |
| 2024 | 61ns Premis de Cinema Cavall d'Or                            | Millor banda sonora de pel·lícula original | The Dead Talents                         | Nominat              | [ 64 ] |
| 2024 | 61ns Premis de Cinema Cavall d'Or                            | Millor cançó de pel·lícula original        | "Dead Talents Society"                   | Guanyador            | [ 64 ] |
| 2024 | 61ns Premis de Cinema Cavall d'Or                            | Millors efectes de so                      | Book Chien, Tang Shiang-chu, Chen Jia-li | Nominat              | [ 64 ] |
| 2025 | 18ns Asian Film Awards                                       | Millors efectes visuals                    | Tomi Kuo, Chiu Chun-yi                   | Pendent              | [ 65 ] |
| 2025 | 43ns Premis de Cinema de Hong Kong                           | Millor pel·lícula asiàtica en xinès        | N/D                                      | Pendent              | [ 66 ] |